# Anna Maria Erdődy

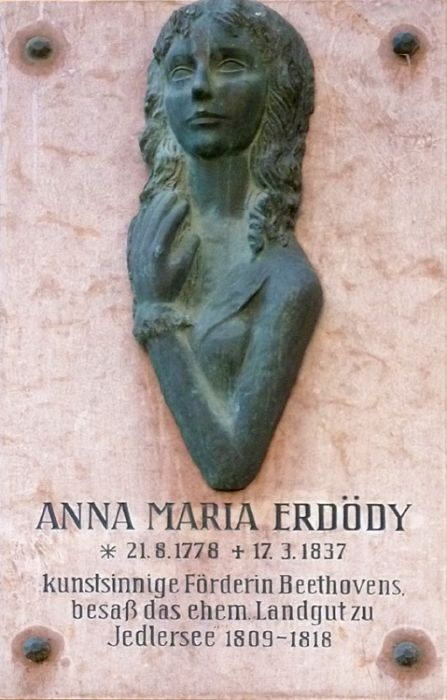
Marie Erdődy conforme lembrada por uma placa em sua propriedade em Jedlesee por sua residência e patrocínio lá durante a vida de Beethoven.

Condessa Anna Maria (Marie) von Erdődy (Arad, 8 de setembro de 1779 - Munique, 17 de março de 1837) foi uma nobre húngara e uma das confidentes e amigos mais próximos de Ludwig van Beethoven. Dedicada de quatro das últimas obras de câmara do compositor, ela foi fundamental para garantir a Beethoven uma anuidade de membros da alta nobreza austríaca.

## Vida
Ela nasceu Condessa von Niczky em Arad, então parte do Reino da Hungria, hoje Romênia. Em 6 de junho de 1796, ela se casou com o conde Péter Erdődy de Monyorokerék e Monte Claudio, descendente da famosa linha Erdődy da aristocracia húngara / croata. Eles tiveram duas filhas e um filho: Marie, Friederike e August, carinhosamente conhecido como Mimi, Fritzi e Gusti. Em 3 de maio de 1798, Anna Maria foi homenageada com a indução à Ordem Imperial da Cruz Estrelada. Em 1805, ela se afastou do conde Péter por deserção e acabou estabelecendo um ménage com Johann Xaver Brauchle (1783-1838), seu secretário de longa data e professor de música infantil, que mais tarde se tornou compositor.   A partir de 1815 viveu em Paucovec na Croácia, posteriormente em Pádua. Em dezembro de 1823, por franqueza política, ela foi expulsa da Áustria e mudou-se para Munique, onde morreu.

## Associação com Beethoven
Marie Erdődy se tornou uma das grandes apoiadoras de Beethoven desde os primeiros anos do século XIX. Ela estava frequentemente em sua companhia e eles se tornaram amigos e confidentes, Beethoven referindo-se a Marie como seu "pai confessor". Sua associação pode ser datada de 1802, o ano do Testamento de Heiligenstadt, período durante o qual Beethoven fez visitas frequentes a Jedlesee - uma milha de Heiligenstadt e cinco milhas ao norte de Viena - onde Marie havia herdado a pequena propriedade rural que hoje abriga o Memorial Viena - Floridsdorf Beethoven. Thayer escreve: "Não é de todo improvável que a vizinhança da propriedade Erdödy em Jedlesee am Marchfeld fosse uma das razões para sua escolha frequente de alojamentos de verão nas aldeias do Danúbio, ao norte da cidade". Em outubro de 1808, Beethoven deixou a Casa Pasqualati, onde morou por quatro anos, e mudou-se um quarteirão para o grande apartamento da condessa na Krugerstraße, nº 1074, residindo lá com Marie até março de 1809.

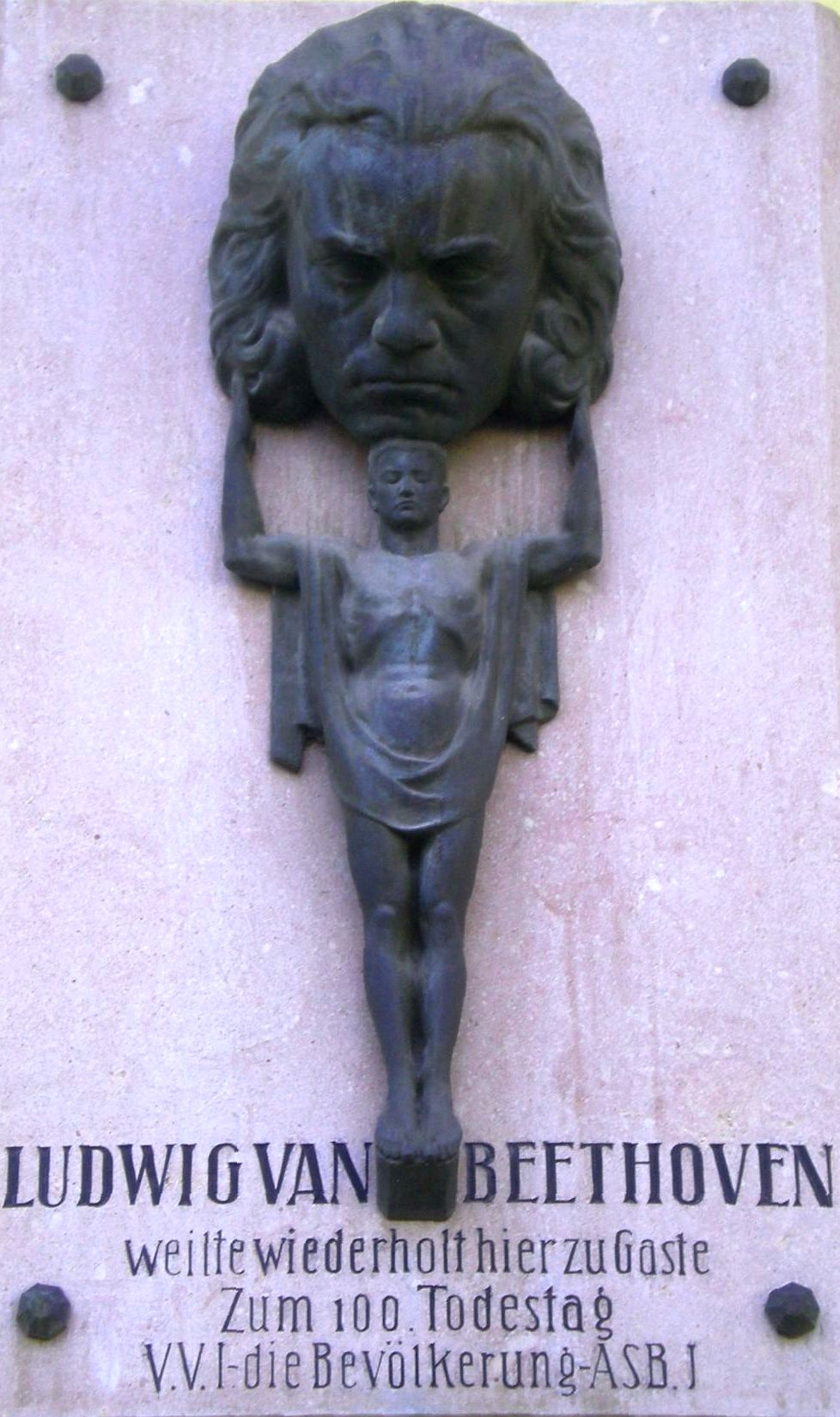
Placa de Beethoven, propriedade Erdödy, Jedlesee, Floridsdorf-Vienna, citando as repetidas permanências de Beethoven lá como convidado.

Mas agora ele sabia que provavelmente não iria para Cassel, se ele realmente quisesse em primeiro lugar. Em vez disso, ele estava muito ocupado em planos para garantir uma anuidade permanente de uma coleção de patronos vienenses. A ideia e o esboço do acordo se originaram com o próprio Beethoven e foram promovidos pelo barão Gleichenstein e pela condessa Erdödy. A essência era que, em troca de sua estadia em Viena, Beethoven pedia para receber uma soma anual simplesmente por exercer sua profissão como bem entendesse. A quantia que ele esperava receber era aproximadamente a mesma que havia sido oferecida em Cassel.
Thayer declara: "Parece provável que a sugestão de que as estipulações formais para um contrato fossem feitas sob o qual Beethoven recusaria a oferta de Cassel e permaneceria em Viena veio da condessa Erdödy." "A Condessa Erdödy é de opinião que você deve traçar um plano com ela", escreveu Beethoven a Gleichenstein no início de 1809, "segundo o qual ela poderia negociar caso eles abordassem, o que ela está convencida de que farão...Se você tiver tempo esta tarde, a condessa ficará feliz em vê-lo". As negociações resultaram na assinatura de Beethoven de um contrato com os príncipes Lobkowitz, Kinsky e o arquiduque Rudolf (no qual eles prometeram pagar-lhe um estipêndio vitalício), sua rejeição ao posto de Cassel e sua permanência em Viena até sua morte em 1827.
Em agradecimento por esses serviços e sua hospitalidade nos anos de 1808 a 1809, Beethoven dedicou a Marie Erdődy os dois trios de piano opus 70, compostos durante a estada de Beethoven com ela, e mais tarde o par de sonatas para violoncelo opus 102, escritas para o violoncelista Joseph Linke (que, junto com Brauchle, se tornou um tutor para os filhos de Marie), e o cânone Glück zum neuen Jahr (Feliz Ano Novo), WoO 176, de 1819.

## Candidatura de "Amado Imortal"

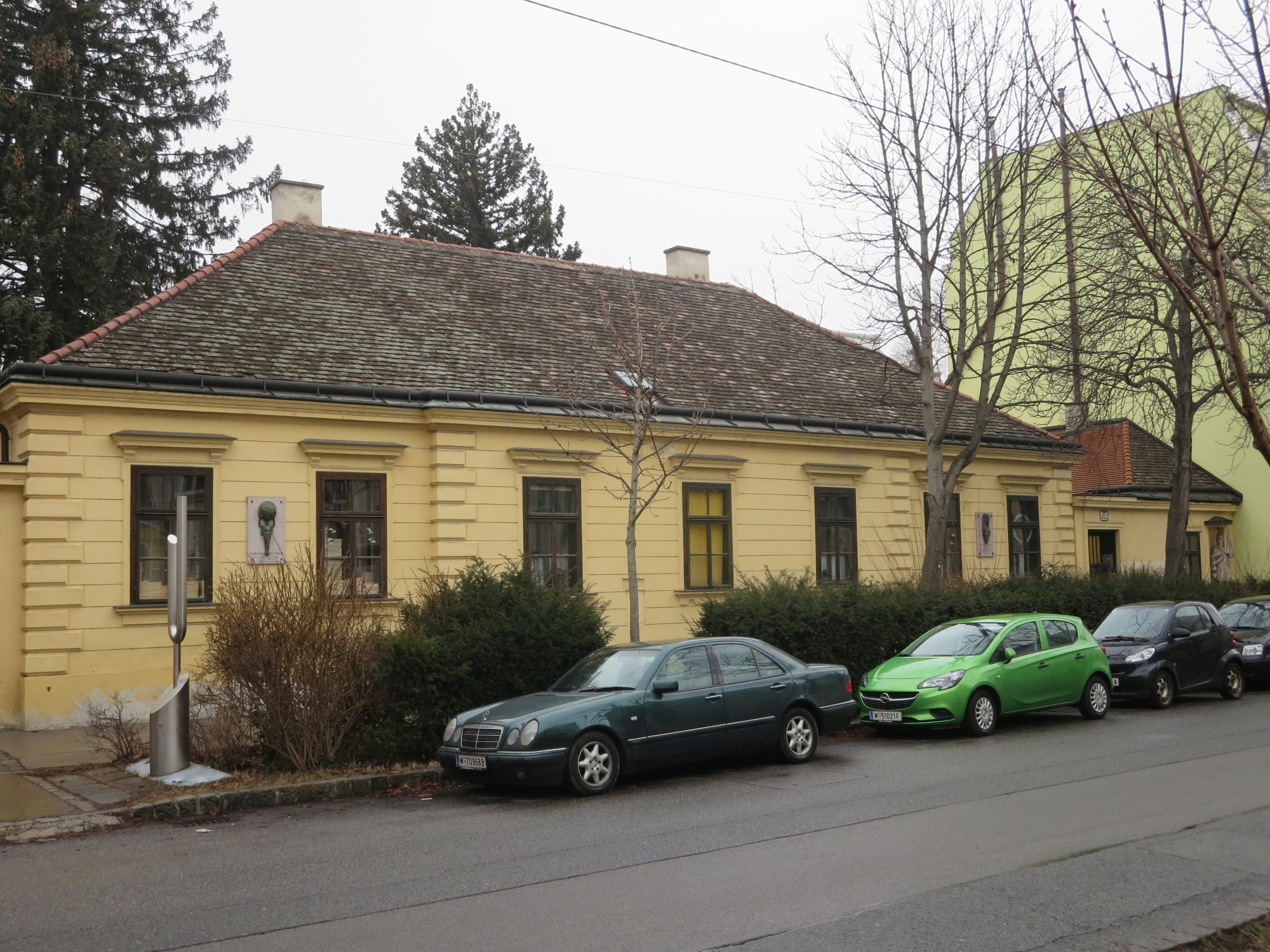
A propriedade Erdödy em Jedlesee, agora um museu e memorial. Uma placa comemorando as visitas frequentes de Beethoven pode ser vista na parede à esquerda (ampliada, no meio), a própria placa de Marie (ampliada, no topo) na extrema direita.

Em seu segundo estudo biográfico do compositor, a estudiosa de Beethoven Gail S. Altman investiga as alegações de Maynard Solomon sobre a identidade da mulher que Beethoven, em uma carta sem data encontrada entre seus pertences, chamou sua "Amada Imortal" (Unsterbliche Geliebte). Altman constrói um caso completo - usando os próprios critérios de Solomon - para Anna Maria Erdődy como o suposto destinatário preferido da carta.  Questionando a atribuição de Salomão do lugar inicial "K", na carta do Amado Imortal, a Karlsbad, ela oferece em seu lugar a hipótese de que "K" poderia se referir a Klosterneuburg, então o pós-parada mais próximo da propriedade de Marie Erdödy em Jedlesee e para sua residência de verão em Hernals, vilas vizinhas de Klosterneuburg ao norte de Viena, sendo documentado o quão familiar o casal se tornou desde pelo menos o ano de 1808, e observando a separação de Marie de seu marido em 1805. A atribuição de Altman de "K" a Klosterneuburg foi rejeitada por pelo menos um escritor por motivos logísticos: citando a suposta ausência de travessias, mas aparentemente sem saber que no verão de 1812, como Altman deixa claro, Marie estava em Hernals, na margem oeste do Danúbio, Barry Cooper questiona a atribuição de Altman a Klosterneuburg com base no Jedlesee deitado do outro lado do rio. Como Altman diz resumindo, Beethoven visitou Hernals em setembro de 1812, "e, portanto, viu sua Amada como ele havia indicado que faria em sua carta a ela", acrescentando que, onde quer que Beethoven esperava estar no momento em que escreveu a carta, era onde o Amado teria sido, tanto para receber a carta quanto para se reunir com ele.
No filme de 1994, Amada Imortal, a Condessa Marie Erdődy é interpretada por Isabella Rossellini. 